# فریک (شاعر)
فریک (ارمنی: Ֆրիկ) شاعر بزرگ و مردمی اهل ارمنستان در قرون وسطی (سده‌های ۱۳ و ۱۴ میلادی) بود. فریک در بین سال‌های ۱۲۳۰ تا ۱۳۱۰ میلادی می‌زیست.

## زندگی
دربارهٔ زندگی فریک هیچ‌یک از مورخان ارمنی اطلاعی نمی‌دهند و تنها از آثار وی می‌توان به نحوه زندگی اش پی برد. محققان ارمنی تخمین می‌زنند که فریک بین سال‌های ۱۲۱۰–۱۲۲۰ میلادی متولد شده و در اواخر سده سیزدهم یا دهه اول سده چهاردهم میلادی در سن ۷۵ یا ۸۰ سالگی فوت کرده‌است.
فریک در دوران استیلای مغول-تاتارها بر ارمنستان، زندگی بسیار سختی را گذرانده است.

## افکار و سبک شعری فریک
مسائل اجتماعی و سرنوشت تاریخی ملت ارمنی اصلی‌ترین مضامین شعرهای وی می‌باشند. وی در زمان استیلای مغولان بر سرزمین ارمنستان می‌زیست. مغولان فرزند وی را در قبال بدهی اش به اسارت بردند که در اسارت نیز مفقودالاثر شد. فریک در شعری سراسر خشم و سوز به اسارت رفتن و گم شدن فرزند را بیان می‌دارد.
آثار فریک چه از لحاظ موضوع و چه از لحاظ ویژگی‌های زیبایی‌شناسانه شعری، از با ارزش‌ترین آثار شعری ادبیات قرون وسطی ارمنی محسوب می‌شود.
در شعر فریک از طبیعت و گل و سوسن و آسمان پرستاره هیچ اثری نیست. بلکه محور افکار و اشعار او مناسبات اجتماعی و زندگی روزمره دردناک مردم است.
فریک سخن از بی خانمانی و زندگی سراسر رنج شاعر به میان آمده است. شاعر که بسیاری بدهی‌ها و آزار طلبکاران در رنج و از ملامت‌های این و آن شرمنده است و هیچگونه امیدی در آینده نمی‌بیند، جانش به لب می‌آید و می‌خواهد که با باده پیمایی کمی از این درد رهائی یابد و در آغوش فراموشی بیاساید. اما در مستی و فراموشی هم واقعیت‌های هولناک زندگی رهایش نمی‌کنند و باده نه فراموشی و آسایش، که خشمی توفنده تر در جان او برمی‌انگیزد.
فریک با سلاح شعر بر ضد بی عدالتی و ستم ملی مغول‌ها و عمال بومی آن‌ها که ملت ارمنی را به اسارت کشیده و دسترنج زحمتکشان را غارت کرده و بی هیچ دلیل و بهانه‌ای انسان‌های بی گناه را به زیر تازیانه می‌گیرند و می‌کشند، می‌رود و چرخ فلک را مقصر می‌شناسد و به دلیل سکوت در برابر این همه بی عدالتی و ظلم، علیه آن طغیان می‌کند. فریک فریاد اعتراض و خشم بر ضد حکام ظالم، قضاوت رشوه خوار و عدالت کش و نابرابری اجتماعی است و جان شاعر همه لبریز از انتقام و نفرت است.